# Taiwan i olympiska sommarspelen 2012
Taiwan deltog i olympiska sommarspelen 2012 under namnet Kinesiska Taipei efter en namnkonflikt med Kina. Spelen ägde rum i London i Storbritannien mellan den 27 juli och den 12 augusti 2012.

## Medaljörer
| Medalj | Namn           | Sport         | Gren           |
| ------ | -------------- | ------------- | -------------- |
| Silver | Hsu Shu-ching  | Tyngdlyftning | Damernas 53 kg |
| Brons  | Tseng Li-cheng | Taekwondo     | Damernas 57 kg |

## Badminton
- Huvudartikel: Basket vid olympiska sommarspelen 2012
- Herrar

| Spelare                     | Gren       | Gruppnivå                          | Gruppnivå                                    | Gruppnivå                          | Gruppnivå | Eliminering       | Kvartsfinal                         | Semifinal         | Final / brons     | Final / brons    |
| Spelare                     | Gren       | Motståndare Poäng                  | Motståndare Poäng                            | Motståndare Poäng                  | Placering | Motståndare Poäng | Motståndare Poäng                   | Motståndare Poäng | Motståndare Poäng | Placering        |
| --------------------------- | ---------- | ---------------------------------- | -------------------------------------------- | ---------------------------------- | --------- | ----------------- | ----------------------------------- | ----------------- | ----------------- | ---------------- |
| Hsu Jen-Hao                 | Herrsingel | Shon W-h (KOR) L 14–21, 10–21      | Ivanov (RUS) L 15–21, 13–21                  | i.u.                               | 3         | Gick inte vidare  | Gick inte vidare                    | Gick inte vidare  | Gick inte vidare  | Gick inte vidare |
| Fang Chieh-Min Lee Sheng-Mu | Herrdubbel | Cai Y / Fu Hf (CHN) L 19–21, 13–21 | Kindervater / Schöttler (GER) W 21–15, 21–16 | Smith / Warfe (AUS) W 21–14, 21–13 | 2 Q       | i.u.              | Boe / Mogensen (DEN) L 16–21, 18–21 | Gick inte vidare  | Gick inte vidare  | Gick inte vidare |

- Damer

| Spelare                       | Gren      | Gruppnivå                            | Gruppnivå                                    | Gruppnivå                                | Gruppnivå | Eliminering                  | Kvartsfinal                      | Semifinal         | Final / brons     | Final / brons    |
| Spelare                       | Gren      | Motståndare Poäng                    | Motståndare Poäng                            | Motståndare Poäng                        | Placering | Motståndare Poäng            | Motståndare Poäng                | Motståndare Poäng | Motståndare Poäng | Placering        |
| ----------------------------- | --------- | ------------------------------------ | -------------------------------------------- | ---------------------------------------- | --------- | ---------------------------- | -------------------------------- | ----------------- | ----------------- | ---------------- |
| Cheng Shao-Chieh              | Damsingel | Yiğit (TUR) W 21–10, 21–6            | Prutsch (AUT) W 21–11, 21–9                  | i.u.                                     | 1 Q       | Gu J (SIN) W 21–18, 21–10    | Wang (CHN) L 14–21, 11–21        | Gick inte vidare  | Gick inte vidare  | Gick inte vidare |
| Tai Tzu-Ying                  | Damsingel | Nieminen (FIN) W 21–11, 21–14        | Montero (MEX) W 21–6, 21–10                  | i.u.                                     | 1 Q       | Li Xr (CHN) 0 L 16–21, 21–23 | Gick inte vidare                 | Gick inte vidare  | Gick inte vidare  | Gick inte vidare |
| Cheng Wen-Hsing Chien Yu-Chin | Damdubbel | Fujii / Kakiiwa (JPN) W 21–19, 21–11 | Gutta / Ponnappa (IND) L 23–25, 21–16, 18–21 | Sari / Yao L (SIN) W 18–21, 21–15, 21–15 | 1 Q       | i.u.                         | Tian / Zhao (CHN) L 10–21, 14–21 | Gick inte vidare  | Gick inte vidare  | Gick inte vidare |

- Mixed

| Spelare                        | Gren        | Gruppnivå                        | Gruppnivå                                        | Gruppnivå                                     | Gruppnivå | Eliminering       | Kvartsfinal       | Semifinal         | Final / brons     | Final / brons |
| Spelare                        | Gren        | Motståndare Poäng                | Motståndare Poäng                                | Motståndare Poäng                             | Placering | Motståndare Poäng | Motståndare Poäng | Motståndare Poäng | Motståndare Poäng | Placering     |
| ------------------------------ | ----------- | -------------------------------- | ------------------------------------------------ | --------------------------------------------- | --------- | ----------------- | ----------------- | ----------------- | ----------------- | ------------- |
| Chen Hung-Ling Cheng Wen-Hsing | Mixeddubbel | Xu C / Ma J (CHN) L 16–21, 20–22 | Prapakamol / Thoungthongkam (THA) L 15–21, 16–21 | Chan P S / Goh L Y (MAS) W 21–12, 6–21, 21–15 | 3         | Gick inte vidare  | Gick inte vidare  | Gick inte vidare  | Gick inte vidare  |               |

## Bordtennis
- Huvudartikel: Bordtennis vid olympiska sommarspelen 2012

| Spelare          | Gren       | Inledande omgång     | Runda 1              | Runda 2              | Runda 3              | Runda 4              | Kvartsfinal          | Semifinal            | Final                 | Final            |
| Spelare          | Gren       | Motståndare Resultat | Motståndare Resultat | Motståndare Resultat | Motståndare Resultat | Motståndare Resultat | Motståndare Resultat | Motståndare Resultat | Motståndare Resultat  | Placering        |
| ---------------- | ---------- | -------------------- | -------------------- | -------------------- | -------------------- | -------------------- | -------------------- | -------------------- | --------------------- | ---------------- |
| Chuang Chih-Yuan | Herrsingel | BYE                  | BYE                  | BYE                  | Zwickl (HUN) W 4–0   | Gaćina (CRO) W 4–2   | Crișan (ROM) W 4–0   | Wang H (CHN) L 1–4   | Ovtcharov (GER) L 2–4 | 4                |
| Chen Szu-Yu      | Damsingel  | BYE                  | BYE                  | Tóth (HUN) W 4–3     | Feng Tw (SIN) L 1–4  | Gick inte vidare     | Gick inte vidare     | Gick inte vidare     | Gick inte vidare      | Gick inte vidare |
| Huang Yi-Hua     | Damsingel  | BYE                  | BYE                  | Miao (AUS) W 4–0     | Li Q (POL) L 0–4     | Gick inte vidare     | Gick inte vidare     | Gick inte vidare     | Gick inte vidare      | Gick inte vidare |

## Bågskytte
- Huvudartikel: Bågskytte vid olympiska sommarspelen 2012

Herrar
| Bågskytt                                   | Gren                   | Ranking-runda | Ranking-runda | 32-delsfinal             | Sextondelsfinal          | Åttondelsfinal           | Kvartsfinal                  | Semifinal         | Final             | Final            |
| Bågskytt                                   | Gren                   | Poäng         | Seedning      | Motståndare Poäng        | Motståndare Poäng        | Motståndare Poäng        | Motståndare Poäng            | Motståndare Poäng | Motståndare Poäng | Placering        |
| ------------------------------------------ | ---------------------- | ------------- | ------------- | ------------------------ | ------------------------ | ------------------------ | ---------------------------- | ----------------- | ----------------- | ---------------- |
| Chen Yu-chen                               | Herrarnas individuella | 649           | 54            | Nespoli (ITA) (11) W 6–2 | Ruban (UKR) (43) L 0–6   | Gick inte vidare         | Gick inte vidare             | Gick inte vidare  | Gick inte vidare  | Gick inte vidare |
| Kuo Cheng-wei                              | Herrarnas individuella | 660           | 40            | Malavé (VEN) (25) W 6–5  | El-Nemr (EGY) (57) W 6–2 | Ivashko (UKR) (24) W 6–0 | van der Ven (NED) (16) L 0–6 | Gick inte vidare  | Gick inte vidare  | Gick inte vidare |
| Wang Cheng-pang                            | Herrarnas individuella | 663           | 33            | Pineda (COL) (32) W 6–0  | Im D-h (KOR) (1) L 4–6   | Gick inte vidare         | Gick inte vidare             | Gick inte vidare  | Gick inte vidare  | Gick inte vidare |
| Chen Yu-chen Kuo Cheng-wei Wang Cheng-pang | Herrarnas lagtävling   | 1972          | 11            | i.u.                     | i.u.                     | Italien L 206–212        | Gick inte vidare             | Gick inte vidare  | Gick inte vidare  | Gick inte vidare |

Damer
| Bågskytt                              | Gren                  | Ranking-runda | Ranking-runda | 32-delsfinal               | Sextondelsfinal              | Åttondelsfinal            | Kvartsfinal                  | Semifinal         | Final             | Final            |
| Bågskytt                              | Gren                  | Poäng         | Seedning      | Motståndare Poäng          | Motståndare Poäng            | Motståndare Poäng         | Motståndare Poäng            | Motståndare Poäng | Motståndare Poäng | Placering        |
| ------------------------------------- | --------------------- | ------------- | ------------- | -------------------------- | ---------------------------- | ------------------------- | ---------------------------- | ----------------- | ----------------- | ---------------- |
| Le Chien-ying                         | Damernas individuella | 638           | 39            | Löklüoğlu (TUR) (25) W 6–0 | Christiansen (DEN) (7) L 4–6 | Gick inte vidare          | Gick inte vidare             | Gick inte vidare  | Gick inte vidare  | Gick inte vidare |
| Lin Chia-en                           | Damernas individuella | 667           | 5             | Hashim (MAS) (60) W 6–2    | Schuh (FRA) (37) L 5–6       | Gick inte vidare          | Gick inte vidare             | Gick inte vidare  | Gick inte vidare  | Gick inte vidare |
| Tan Ya-ting                           | Damernas individuella | 671           | 3             | Dielen (SUI) (25) W 6–4    | Richter (GER) (30) W 6–2     | Lionetti (ITA) (19) L 2–6 | Gick inte vidare             | Gick inte vidare  | Gick inte vidare  | Gick inte vidare |
| Le Chien-ying Lin Chia-en Tan Ya-ting | Damernas lagtävling   | 1976          | 3             | i.u.                       | i.u.                         | BYE                       | Ryssland L 216 (26)–216 (28) | Gick inte vidare  | Gick inte vidare  | Gick inte vidare |

## Cykling
- Huvudartikel: Cykling vid olympiska sommarspelen 2012

### Landsväg
| Cyklist      | Gren               | Tid | Placering |
| ------------ | ------------------ | --- | --------- |
| Hsiao Mei-Yu | Damernas linjelopp | OTL | OTL       |

### Bana
Omnium
| Cyklist      | Gren            | Flygande varv | Flygande varv | Poänglopp | Poänglopp | Elimineringslopp | Ind. förföljelse | Ind. förföljelse | Scratch   | Tidskval | Tidskval  | Totalpoäng | Placering |
| Cyklist      | Gren            | Tid           | Placering     | Poäng     | Placering | Placering        | Tid              | Placering        | Placering | Tid      | Placering | Totalpoäng | Placering |
| ------------ | --------------- | ------------- | ------------- | --------- | --------- | ---------------- | ---------------- | ---------------- | --------- | -------- | --------- | ---------- | --------- |
| Hsiao Mei-Yu | Damernas omnium | 14.662        | 11            | 2         | 17        | 17               | 3:49.051         | 16               | 15        | 36.482   | 9         | 85         | 17        |

## Friidrott
- Huvudartikel: Friidrott vid olympiska sommarspelen 2012

Förkortningar
- Notera – Placeringar gäller endast den tävlandes eget heat
- Q = Kvalificerade sig till nästa omgång via placering
- q = Kvalificerade sig på tid eller, i fältgrenarna, på placering utan att ha nått kvalgränsen
- NR = Nationellt rekord
- N/A = Omgången inte möjlig i grenen
- Bye = Idrottaren behövde inte delta i omgången

Herrar
Bana och väg
| Idrottare      | Gren    | Heat     | Heat      | Semifinal        | Semifinal        | Final            | Final            |
| Idrottare      | Gren    | Resultat | Placering | Resultat         | Placering        | Resultat         | Placering        |
| -------------- | ------- | -------- | --------- | ---------------- | ---------------- | ---------------- | ---------------- |
| Chang Chia-Che | Maraton | i.u.     | i.u.      | i.u.             | i.u.             | 2:29:58          | 77               |
| Chen Chieh     | 400 m   | 50.27    | 6         | Gick inte vidare | Gick inte vidare | Gick inte vidare | Gick inte vidare |

Fältgrenar
| Idrottare        | Gren        | Kval  | Kval      | Final            | Final            |
| Idrottare        | Gren        | Längd | Placering | Längd            | Placering        |
| ---------------- | ----------- | ----- | --------- | ---------------- | ---------------- |
| Chang Ming-Huang | Kulstötning | 20.25 | 12 q      | 19.99            | 12               |
| Lin Ching-Hsuan  | Längdhopp   | 7.38  | =33       | Gick inte vidare | Gick inte vidare |

Damer
Fältgrenar
| Idrottare     | Gren           | Kval     | Kval      | Final            | Final            |
| Idrottare     | Gren           | Längd    | Placering | Längd            | Placering        |
| ------------- | -------------- | -------- | --------- | ---------------- | ---------------- |
| Li Wen-Hua    | Diskuskastning | 59.91    | 22        | Gick inte vidare | Gick inte vidare |
| Lin Chia-Ying | Kulstötning    | 17.43 NR | 26        | Gick inte vidare | Gick inte vidare |

## Fäktning
- Huvudartikel: Fäktning vid olympiska sommarspelen 2012

Damer
| Idrottare   | Gren                | Omgång 1                | Omgång 2            | Omgång 3          | Kvartsfinal       | Semifinal         | Final / BM        | Final / BM       |
| Idrottare   | Gren                | Motståndare Poäng       | Motståndare Poäng   | Motståndare Poäng | Motståndare Poäng | Motståndare Poäng | Motståndare Poäng | Placering        |
| ----------- | ------------------- | ----------------------- | ------------------- | ----------------- | ----------------- | ----------------- | ----------------- | ---------------- |
| Hsu Jo-Ting | Värja, individuellt | Hassanein (EGY) W 15–10 | Brânză (ROU) L 8–15 | Gick inte vidare  | Gick inte vidare  | Gick inte vidare  | Gick inte vidare  | Gick inte vidare |

## Judo
Herrar
| Idrottare  | Gren                   | 32-delsfinal         | Sextondelsfinal               | Åttondelsfinal       | Kvartsfinal          | Semifinal            | Återkval             | Bronsmatch           | Final                | Final            |
| Idrottare  | Gren                   | Motståndare Resultat | Motståndare Resultat          | Motståndare Resultat | Motståndare Resultat | Motståndare Resultat | Motståndare Resultat | Motståndare Resultat | Motståndare Resultat | Placering        |
| ---------- | ---------------------- | -------------------- | ----------------------------- | -------------------- | -------------------- | -------------------- | -------------------- | -------------------- | -------------------- | ---------------- |
| Tu Kai-Wen | Halv lättvikt (-66 kg) | BYE                  | Khashbaatar (MGL) L 0001–0111 | Gick inte vidare     | Gick inte vidare     | Gick inte vidare     | Gick inte vidare     | Gick inte vidare     | Gick inte vidare     | Gick inte vidare |

## Rodd
Herrar
| Idrottare     | Gren          | Heat    | Heat      | Återkval | Återkval  | Kvartsfinal | Kvartsfinal | Semifinal | Semifinal | Final   | Final     | Final |
| Idrottare     | Gren          | Tid     | Placering | Tid      | Placering | Tid         | Placering   | Tid       | Placering | Tid     | Placering |       |
| ------------- | ------------- | ------- | --------- | -------- | --------- | ----------- | ----------- | --------- | --------- | ------- | --------- | ----- |
| Wang Ming-hui | Singelsculler | 7:15,77 | 4 R       | BUW      | 5 SE/F    | BYE         | BYE         | 7:33,18   | 1 FE      | 7:33,28 | 26        |       |

## Segling
Herrar
| Seglare   | Gren | Lopp | Lopp | Lopp | Lopp | Lopp | Lopp | Lopp | Lopp | Lopp | Lopp | Lopp | Summerad poäng | Finalplacering |
| Seglare   | Gren | 1    | 2    | 3    | 4    | 5    | 6    | 7    | 8    | 9    | 10   | M*   | Summerad poäng | Finalplacering |
| --------- | ---- | ---- | ---- | ---- | ---- | ---- | ---- | ---- | ---- | ---- | ---- | ---- | -------------- | -------------- |
| Chang Hao | RS:X | 33   | 36   | 35   | 36   | 33   | 33   | 37   | 37   | 24   | 22   | EL   | 289            | 35             |

M = Medaljlopp; EL = Eliminerad – gick inte vidare till medaljloppet;

## Taekwondo
| Idrottare      | Gren             | Åttondelsfinaler     | Kvartsfinaler          | Semifinaer           | Återkval             | Bronsmatch            | Final                | Final            |
| Idrottare      | Gren             | Motståndare Resultat | Motståndare Resultat   | Motståndare Resultat | Motståndare Resultat | Motståndare Resultat  | Motståndare Resultat | Placering        |
| -------------- | ---------------- | -------------------- | ---------------------- | -------------------- | -------------------- | --------------------- | -------------------- | ---------------- |
| Wei Chen-yang  | Herrarnas −58 kg | Le H C (VIE) W 5–1   | Denisenko (RUS) L 7–10 | Gick inte vidare     | Gick inte vidare     | Gick inte vidare      | Gick inte vidare     | Gick inte vidare |
| Yang Shu-chun  | Damernas −49 kg  | Manz (GER) W 10–3    | Chanatip (THA) L 0–6   | Gick inte vidare     | Gick inte vidare     | Gick inte vidare      | Gick inte vidare     | Gick inte vidare |
| Tseng Li-cheng | Damernas −57 kg  | Nisaisom (THA) W 4–1 | Paoli (LIB) W 5–2      | Jones (GBR) L 6–10   | Bye                  | Mikkonen (FIN) W 14–2 | Gick inte vidare     | 3                |

## Tennis
| Spelare                       | Gren       | Omgång 1                            | Omgång 2                                   | Åttondelsfinaler                           | Kvartsfinaler                          | Semifinaler       | Final / BM        | Final / BM       |
| Spelare                       | Gren       | Motståndare Poäng                   | Motståndare Poäng                          | Motståndare Poäng                          | Motståndare Poäng                      | Motståndare Poäng | Motståndare Poäng | Placering        |
| ----------------------------- | ---------- | ----------------------------------- | ------------------------------------------ | ------------------------------------------ | -------------------------------------- | ----------------- | ----------------- | ---------------- |
| Lu Yen-hsun                   | Herrsingel | Jaziri (TUN) L 6–7(10–12), 6–4, 3–6 | Gick inte vidare                           | Gick inte vidare                           | Gick inte vidare                       | Gick inte vidare  | Gick inte vidare  | Gick inte vidare |
| Hsieh Su-wei                  | Damsingel  | Peng (CHN) L 3–6, 7–6(7–3), 5–7     | Gick inte vidare                           | Gick inte vidare                           | Gick inte vidare                       | Gick inte vidare  | Gick inte vidare  | Gick inte vidare |
| Chuang Chia-jung Hsieh Su-wei | Damdubbel  | i.u.                                | Chakravarthi / Mirza (IND) W 6–1, 3–6, 6–1 | Pennetta / Schiavone (ITA) W 6–7, 7–5, 6–4 | Hlaváčková / Hradecká (CZE) L 3–6, 4–6 | Gick inte vidare  | Gick inte vidare  | Gick inte vidare |